# Kevin Scheidhauer
Kevin Scheidhauer (Deggendorf, 13 maart 1992) is een Duits voetballer die bij voorkeur als aanvaller speelt. Hij tekende in augustus 2014 een tweejarig contract bij MSV Duisburg. dat hem overnam van VfL Wolfsburg.

## Carrièrestatistieken
| Seizoen                         | Club             | Land            | Competitie        | Competitie | Competitie | Beker | Beker | Internationaal | Internationaal | Overig | Overig | Totaal | Totaal |
| Seizoen                         | Club             | Land            | Competitie        | Wed.       | Dlp.       | Wed.  | Dlp.  | Wed.           | Dlp.           | Wed.   | Dlp.   | Wed.   | Dlp.   |
| ------------------------------- | ---------------- | --------------- | ----------------- | ---------- | ---------- | ----- | ----- | -------------- | -------------- | ------ | ------ | ------ | ------ |
| 2009/10                         | VfL Wolfsburg    | Duitsland       | Bundesliga        | 0          | 0          | 0     | 0     | 0              | 0              | 0      | 0      | 1      | 0      |
| 2009/10                         | VfL Wolfsburg II | Duitsland       | Regionalliga Nord | 1          | 0          | 0     | 0     | 0              | 0              | 0      | 0      | 1      | 0      |
| 2010/11                         | VfL Wolfsburg    | Duitsland       | Bundesliga        | 0          | 0          | 0     | 0     | 0              | 0              | 0      | 0      | 1      | 0      |
| 2010/11                         | VfL Wolfsburg II | Duitsland       | Regionalliga Nord | 11         | 1          | 0     | 0     | 0              | 0              | 0      | 0      | 1      | 0      |
| 2011/12                         | VfL Wolfsburg    | Duitsland       | Bundesliga        | 0          | 0          | 0     | 0     | 0              | 0              | 0      | 0      | 1      | 0      |
| 2011/12                         | VfL Wolfsburg II | Duitsland       | Regionalliga Nord | 29         | 6          | 0     | 0     | 0              | 0              | 0      | 0      | 1      | 0      |
| 2012/13                         | → VfL Bochum     | Duitsland       | 2. Bundesliga     | 19         | 3          | 0     | 0     | 0              | 0              | 0      | 0      | 1      | 0      |
| 2012/13                         | → VfL Bochum II  | Duitsland       | Regionalliga West | 9          | 4          | 0     | 0     | 0              | 0              | 0      | 0      | 1      | 0      |
| 2013/14                         | VfL Wolfsburg    | Duitsland       | Bundesliga        | 0          | 0          | 0     | 0     | 0              | 0              | 0      | 0      | 1      | 0      |
| 2013/14                         | VfL Wolfsburg II | Duitsland       | Regionalliga Nord | 27         | 20         | 0     | 0     | 0              | 0              | 0      | 0      | 1      | 0      |
| Carrière totaal                 | Carrière totaal  | Carrière totaal | Carrière totaal   | 96         | 34         | 0     | 0     | 0              | 0              | 0      | 0      | 1      | 0      |
| Bijgewerkt tot 31 augustus 2014 |                  |                 |                   |            |            |       |       |                |                |        |        |        |        |